# 杉浦非水
杉浦 非水（すぎうら ひすい、1876年〈明治9年〉5月15日 - 1965年〈昭和40年〉8月18日）は、近代日本のグラフィックデザイナー。本名は杉浦朝武（すぎうら つとむ）。日本のグラフィックデザインの黎明期より活動し、商業美術の先駆けであり現代日本のグラフィックデザインの礎を築いた人物の一人として重要である。

## 経歴
1876年愛媛県松山市で、白石朝忠の長男として生まれる。のち杉浦祐明の養子になる。
当初は日本画家を志し、四条派の画家松浦巖暉に師事。1897年の上京後は川端玉章に師事し、東京美術学校日本画選科に入学。

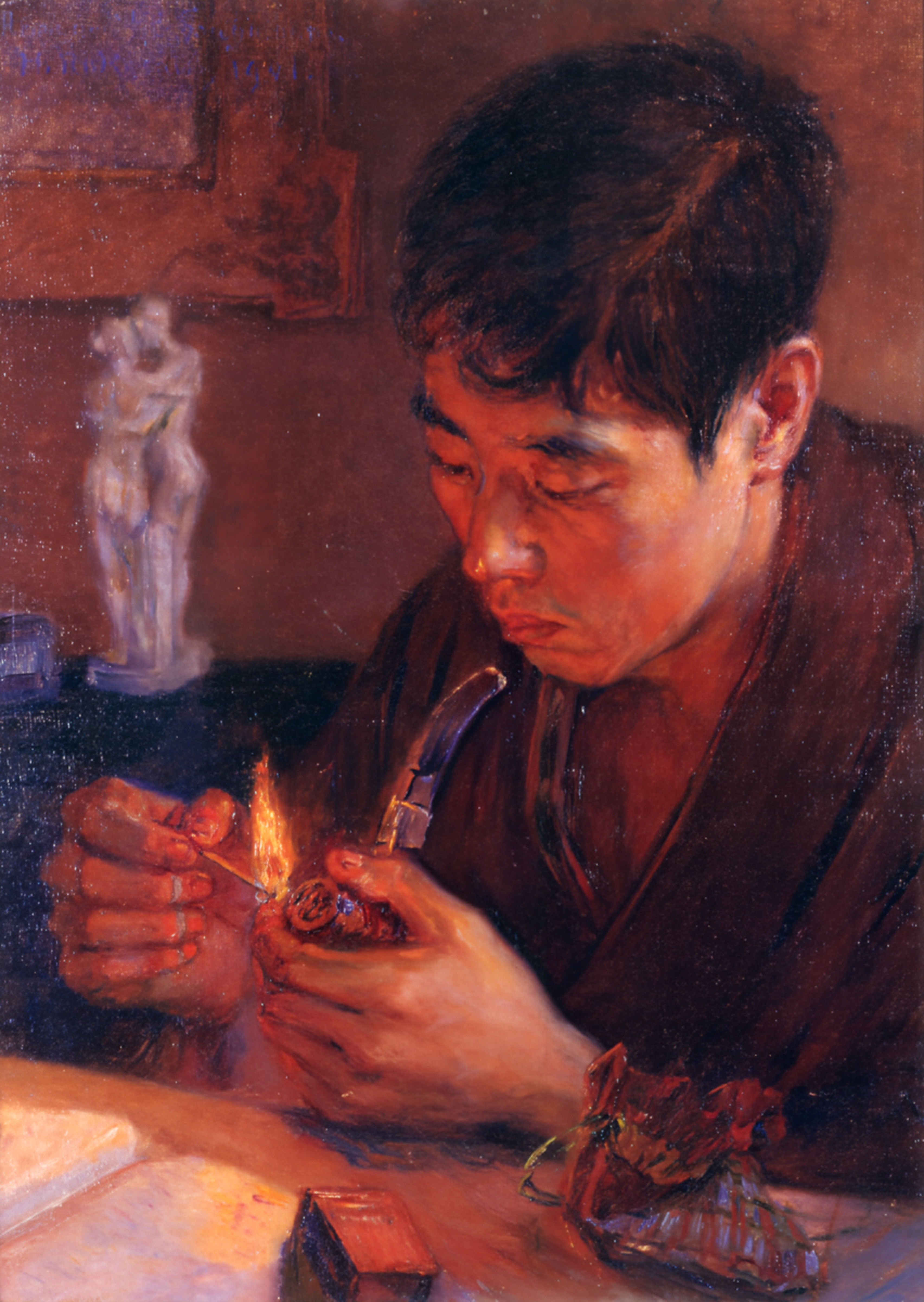
中沢弘光画「非水像」1901年（明治34年）

この東京美術学校在学中に洋画家の黒田清輝より洋画や欧風図案の指導を受け、図案家へ転向する。1901年に同校卒業後は大阪三和印刷所に勤め、図案部主任に就任。しかし、翌年同社図案部解散のため退社。このころから雑誌の表紙などでモダンな欧風の図案（アール・ヌーボー）を発表し、話題を集める。1904年には教諭心得として島根県立第二中学校へ赴任。翌年、再び上京し東京・中央新聞社に入社。
1908年、三越呉服店の嘱託デザイナーとなり、『みつこしタイムス』の表紙を担当する。1910年には三越呉服店の図案主任に抜擢され、中央新聞社を退社。

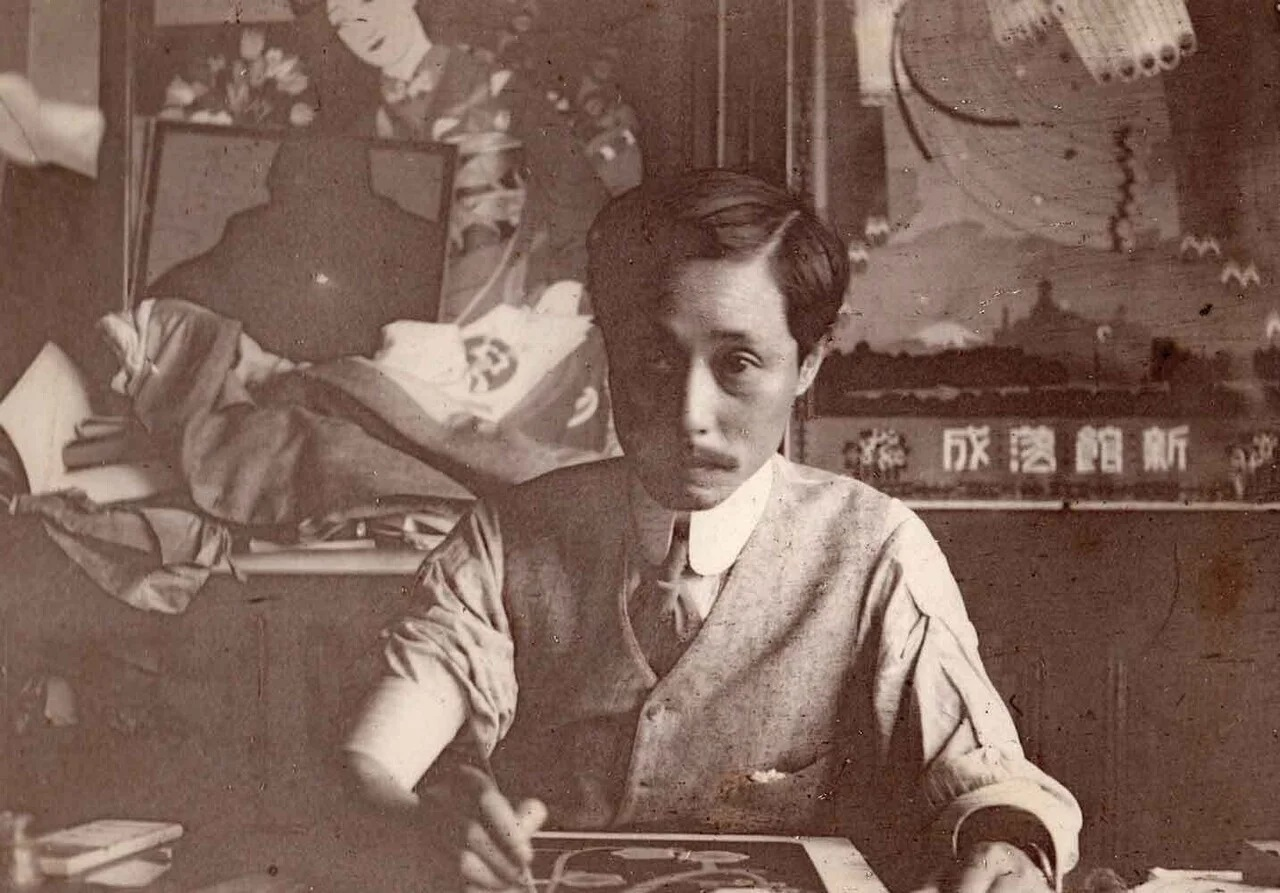
三越図案部時代（1914年（大正3年））

1911年、雑誌『三越』を発刊。1913年、外国向けの公式ジャパンツーリスト英文日本案内パンフレットの装丁を手がける。

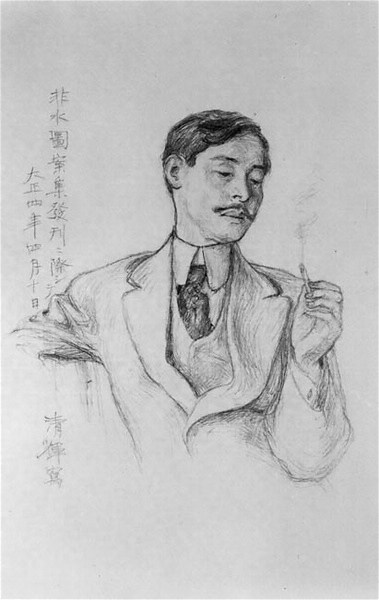
黒田清輝筆『杉浦非水像』（1915年（大正4年））

1921年、日本美術学校図案科講師。飲料メーカーカルピス社の顧問となる。1922年、絵画・図案研究目的でヨーロッパへ留学。1924年に帰国し、ポスター・創作図案研究団体『七人社』を杉浦非水、新井泉、久保吉朗、須山浩、小池巌、原万助、岸秀雄、野村昇ら7人で結成し、同年に第1回の展覧会を三越にて開催。このころからドイツの近代美術表現を取り込む。1927年、月刊ポスター研究雑誌『アフィッシュ』創刊。

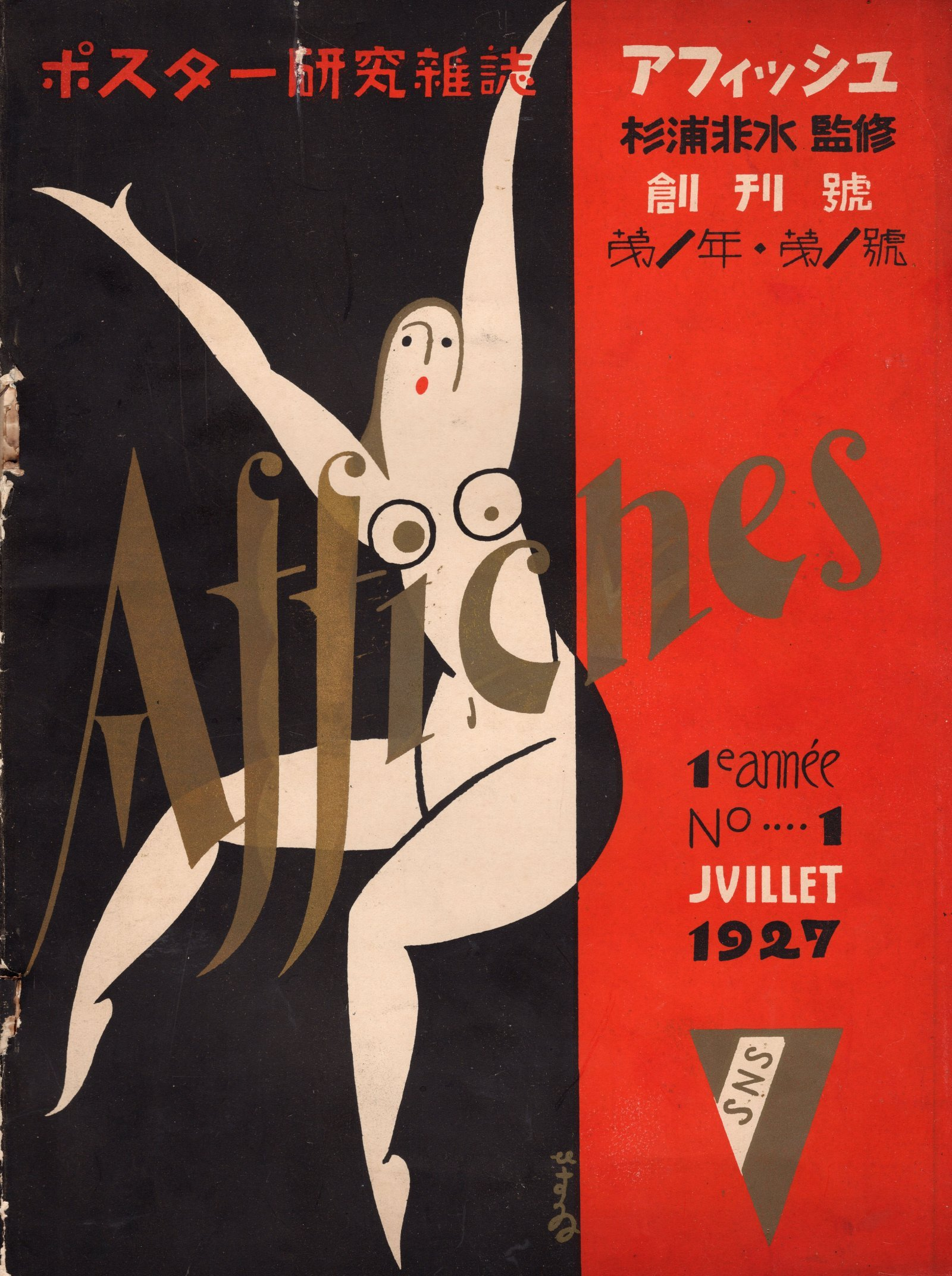
ポスター研究雑誌「アフィッシュ」第一年第一號表紙（昭和2年出版 発行：1927年）

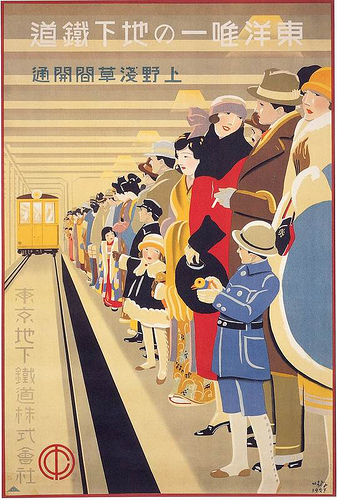
東洋唯一の地下鉄道　上野浅草間開通」昭和2年（1927年）

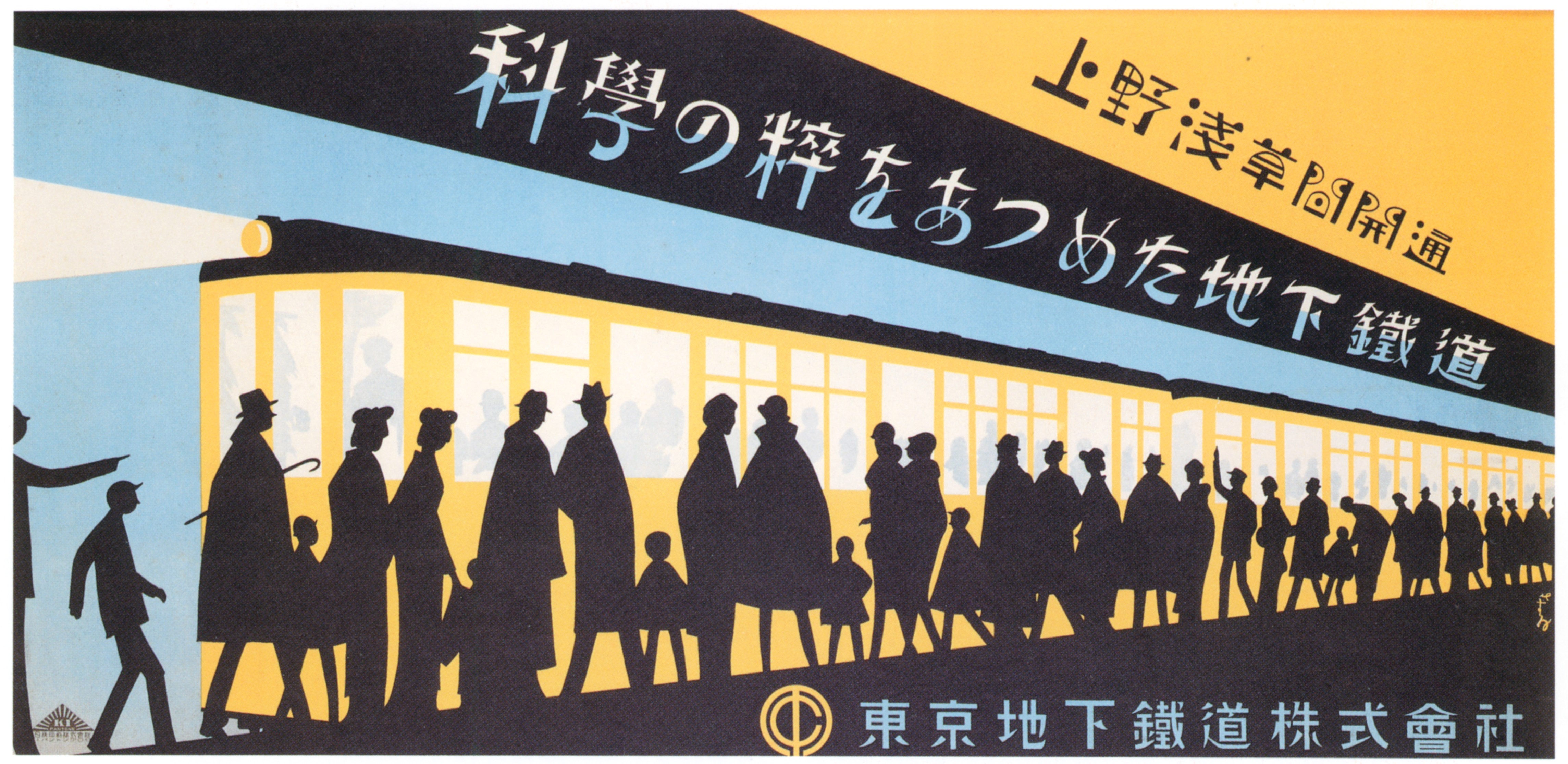

このころに「地下鉄開通」のポスターを制作。1929年、帝国美術学校（現：武蔵野美術大学）図案科長に就任。大蔵省専売局（現：JT日本たばこ産業）の嘱託として翌年からタバコのパッケージ図案を任される。1937年、全日本商業美術連盟を結成、委員長に就任。
1934年、三越を退社。1935年　同盟休校事件によって帝国美術学校を辞任し、多摩帝国美術学校（現：多摩美術大学）の創設に参加する。同校の校長・図案科主任を兼任する。

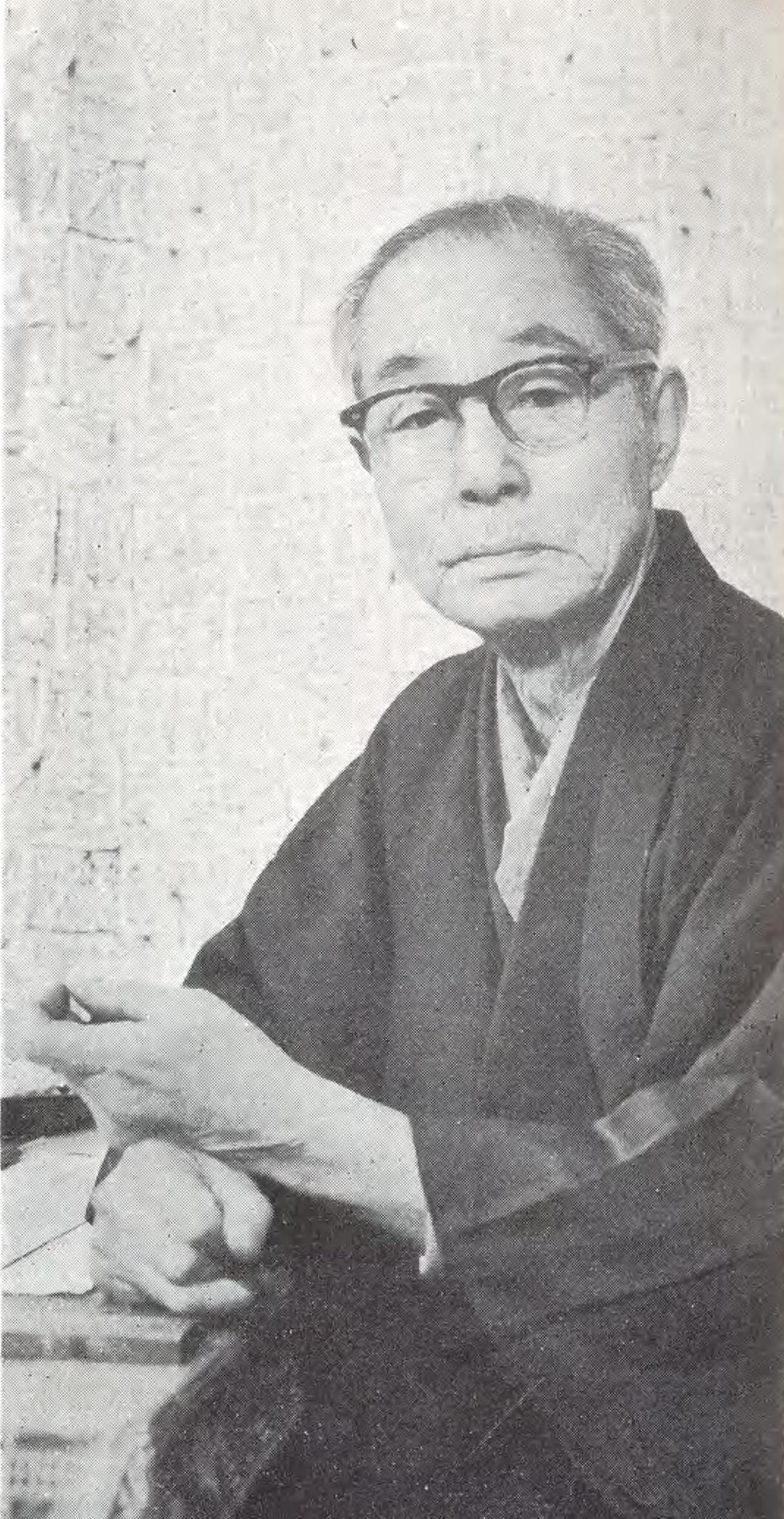
杉浦非水（出典：国立国会図書館「近代日本人の肖像」1955年（昭和30年）

1955年、日本芸術院恩賜賞受賞。1958年、紫綬褒章受章。1965年、勲四等旭日小綬章受章。
同年8月18日没。墓所は東京都港区白金の松秀寺。

## 家族

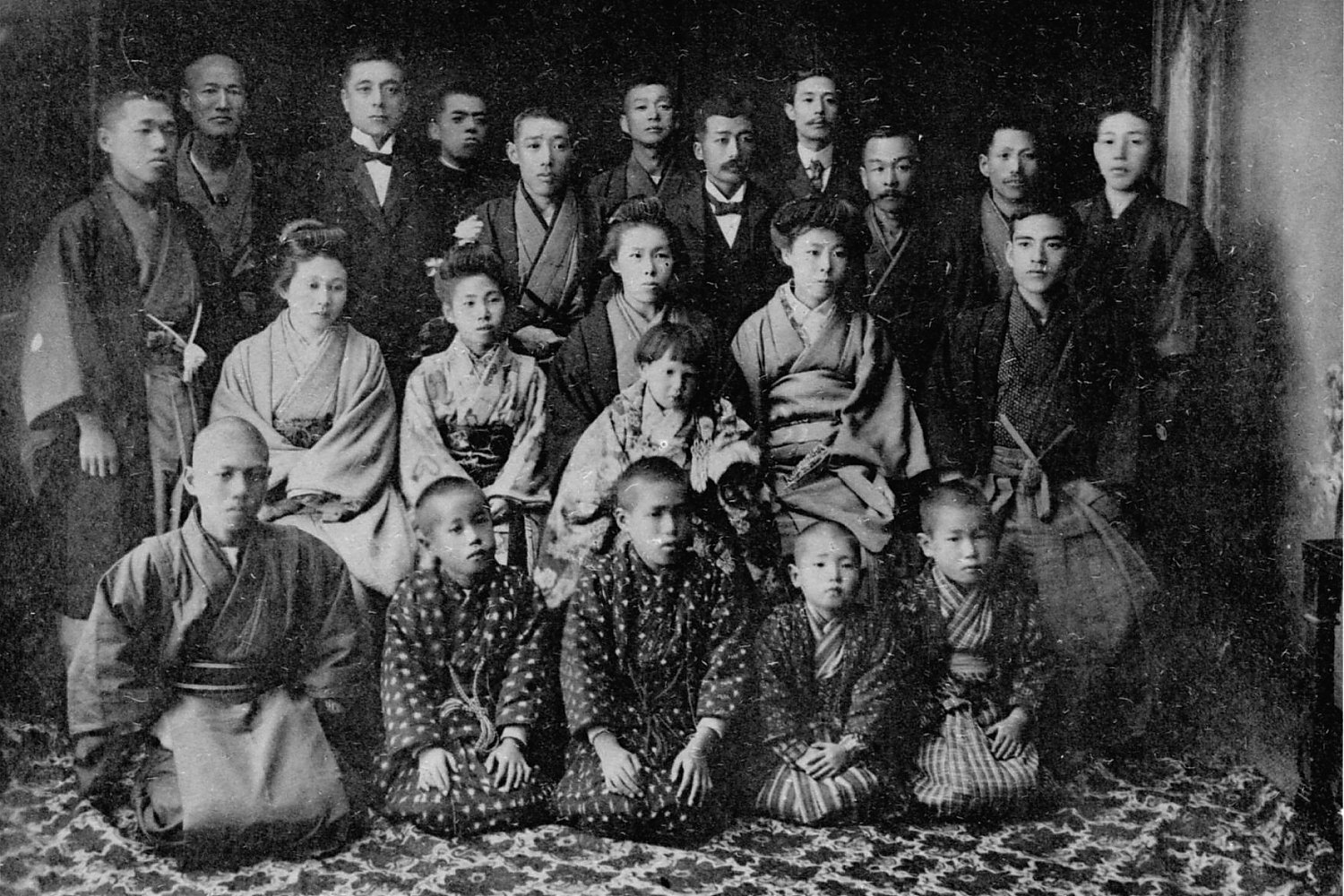
3列目の右から4番目が杉浦非水。右隣が福澤桃介。2列目の右から2番目は妻の杉浦翠子（1939年（明治43年））

妻・杉浦翠子はアララギ派の歌人で、旧姓岩崎。福澤桃介（実業家：福澤諭吉の養子）は妻の兄にあたる。

## 主なデザイン
- 三越呉服店「春の新柄陳列会」ポスターデザイン[9]（1914年）
- 改造社『現代日本文學全集』装幀（1926年）
- タバコ『響』のパッケージデザイン（1932年）
- タバコ『光』のパッケージデザイン（1937年）
- タバコ『日光』のパッケージデザイン（1949年）
- タバコ『桃山』のパッケージデザイン（1934年）
- 東京地下鉄道（現東京メトロ銀座線上野-浅草区間）開業広告ポスター（1927年）

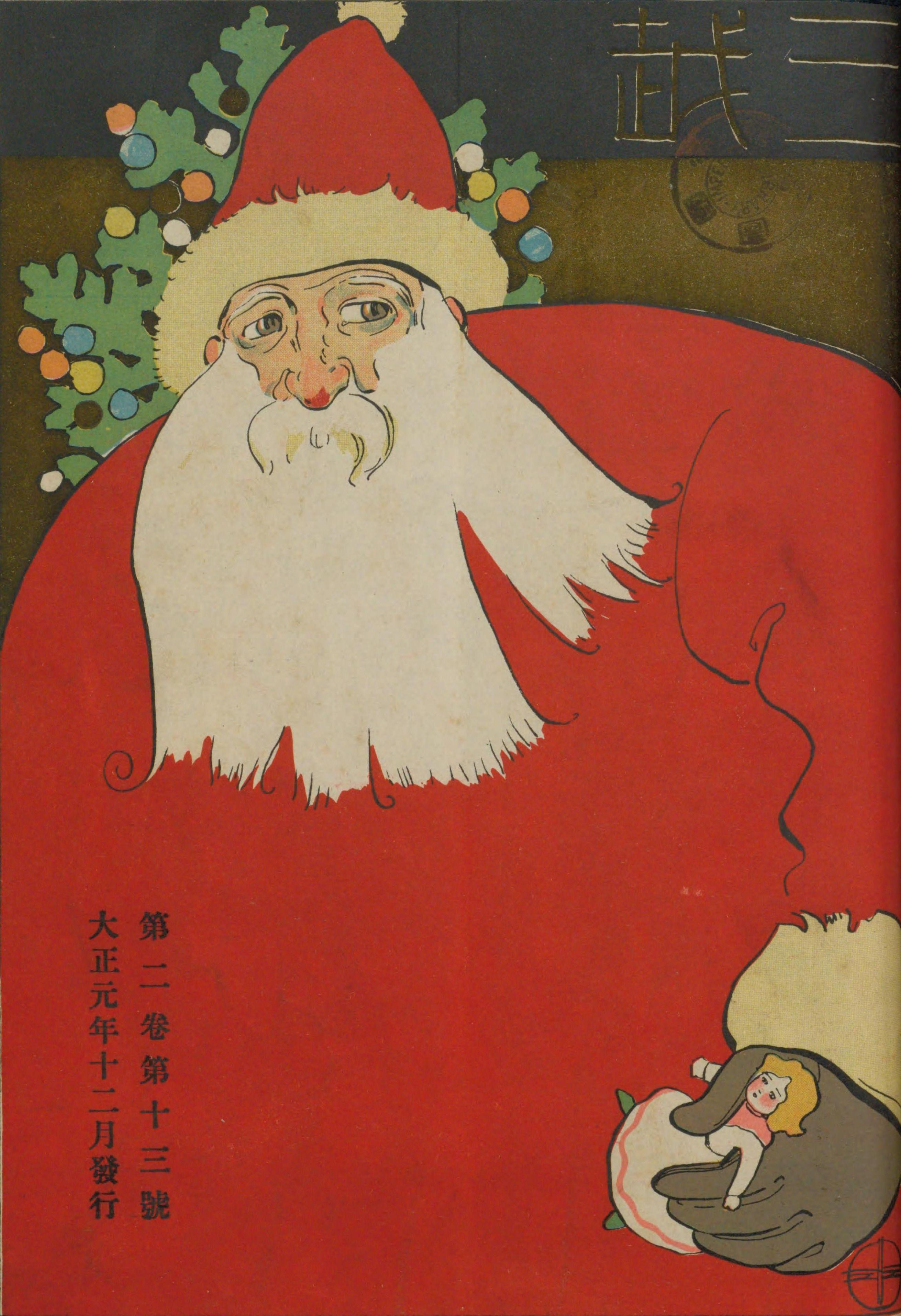
三越PR誌1912年12月発行第2巻第13号表紙
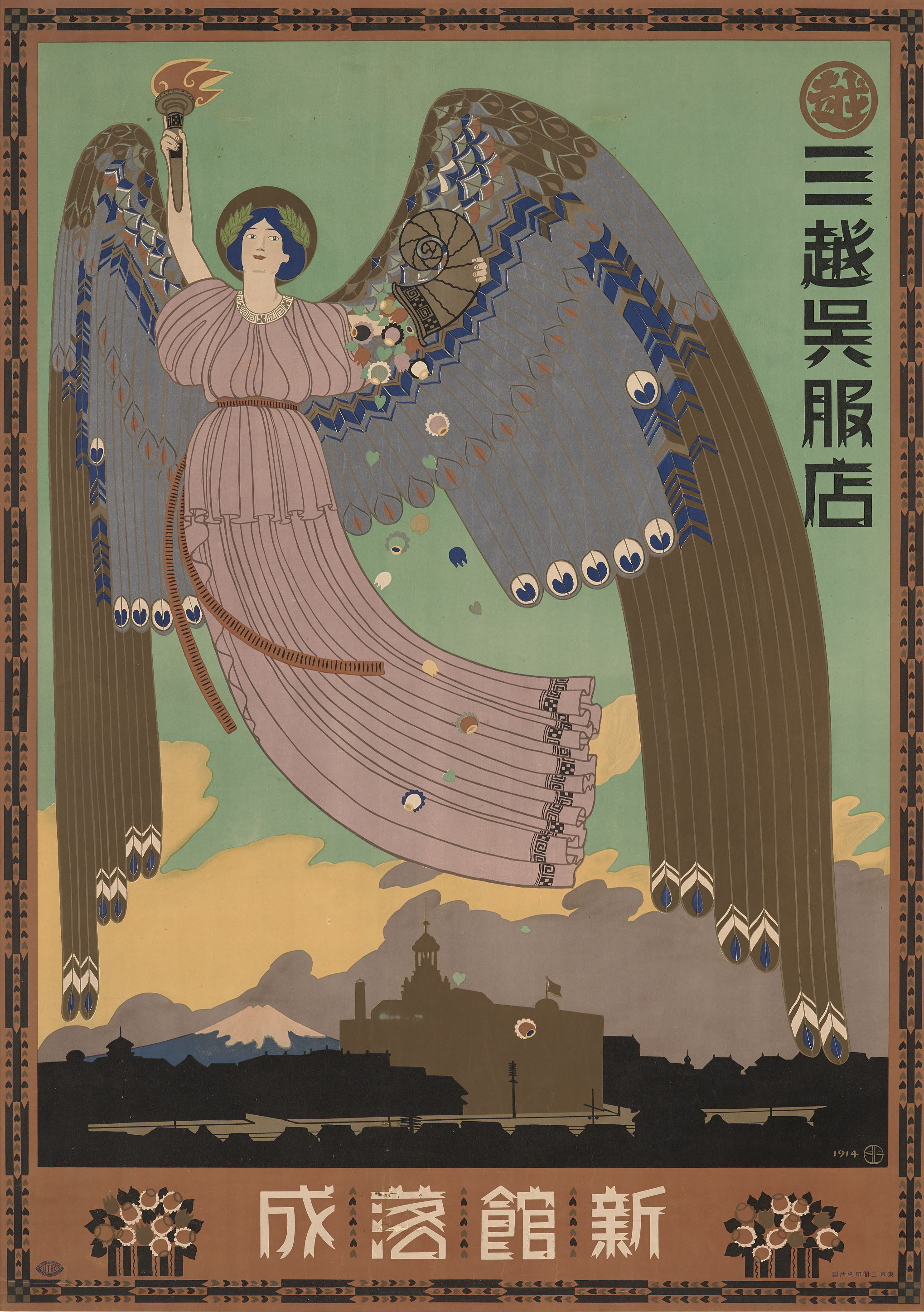
三越呉服店 新館落成（1914年）
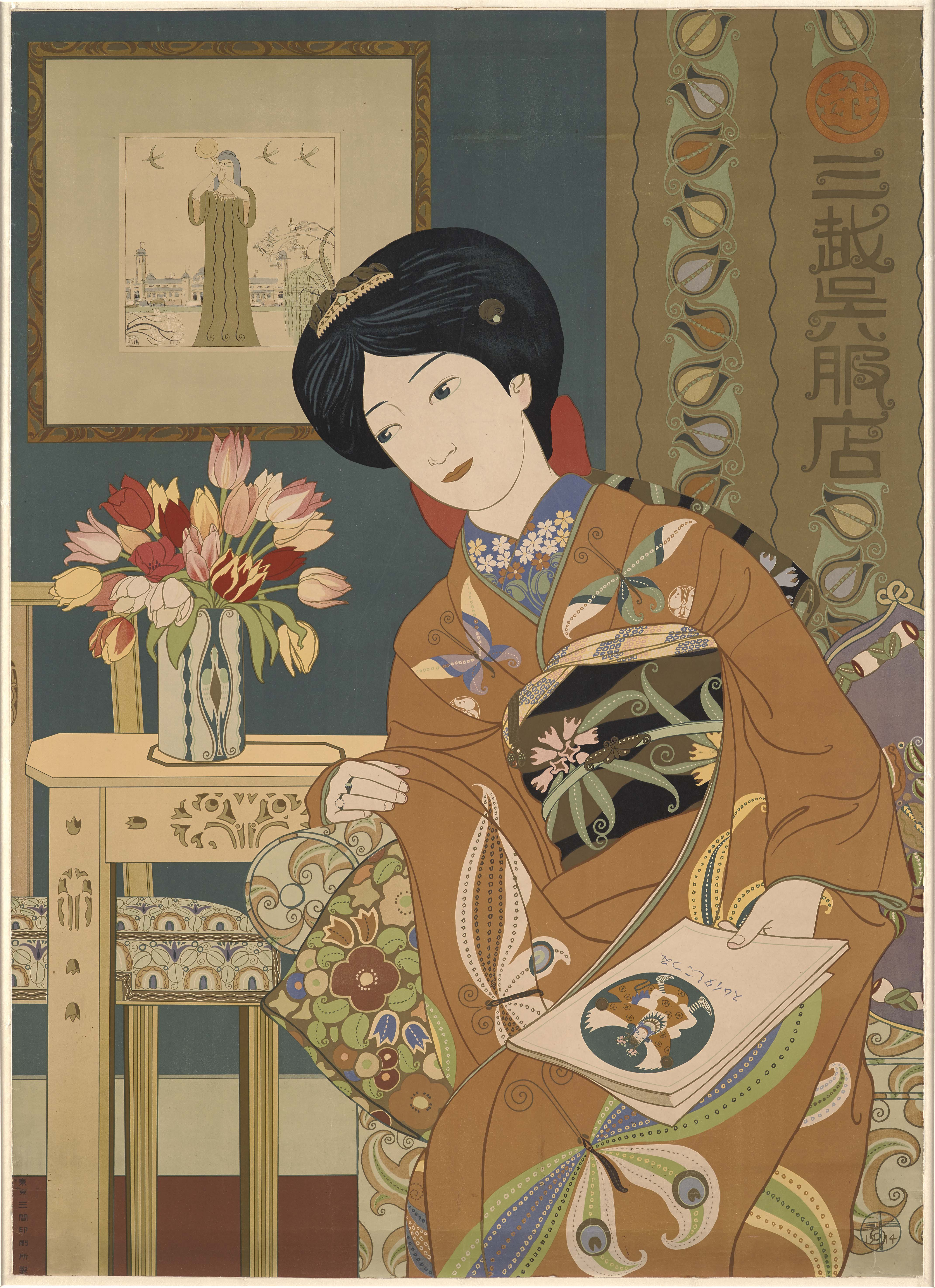
三越呉服店 春の新柄陳列会（1914年）
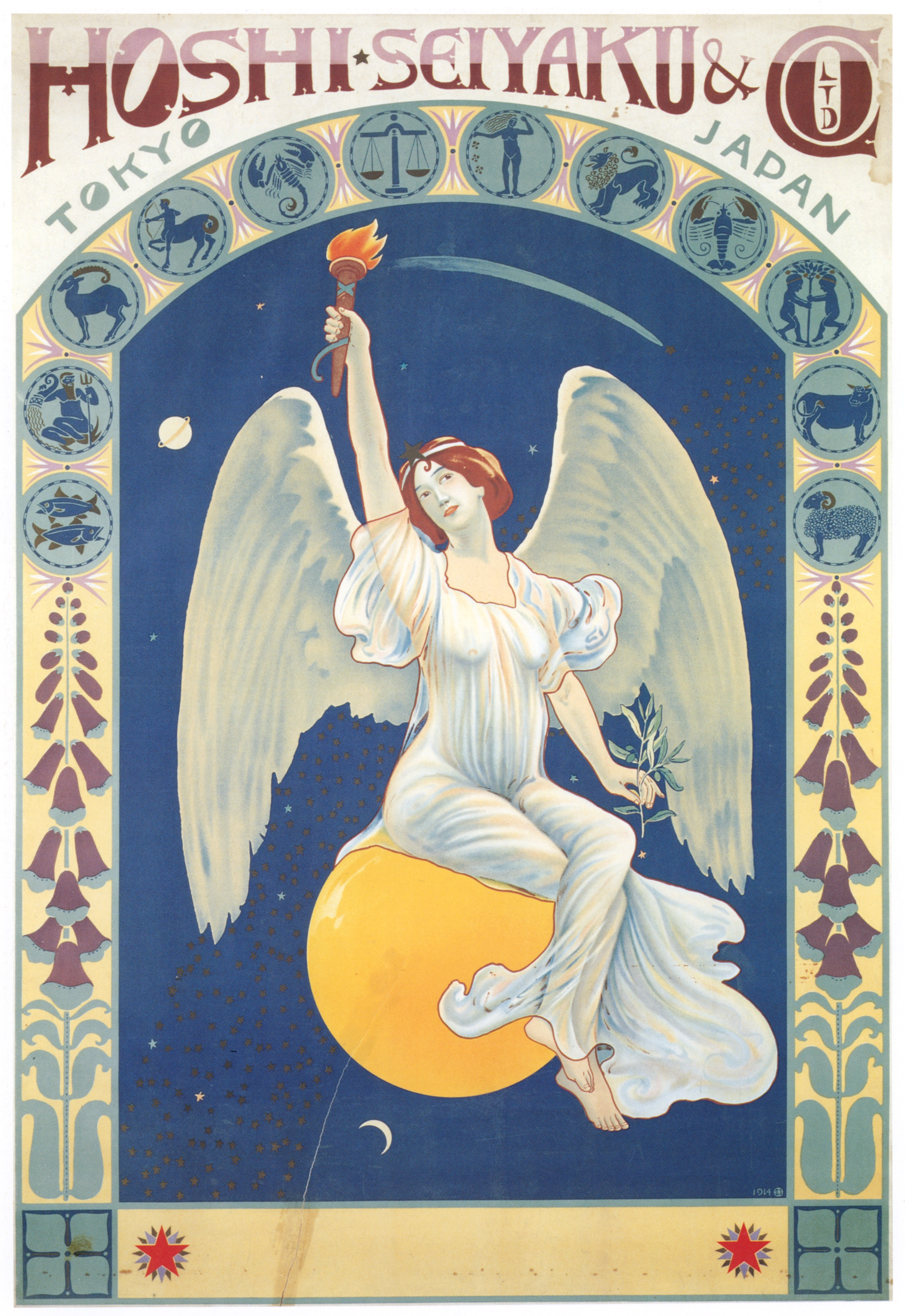
星製薬（1914年）
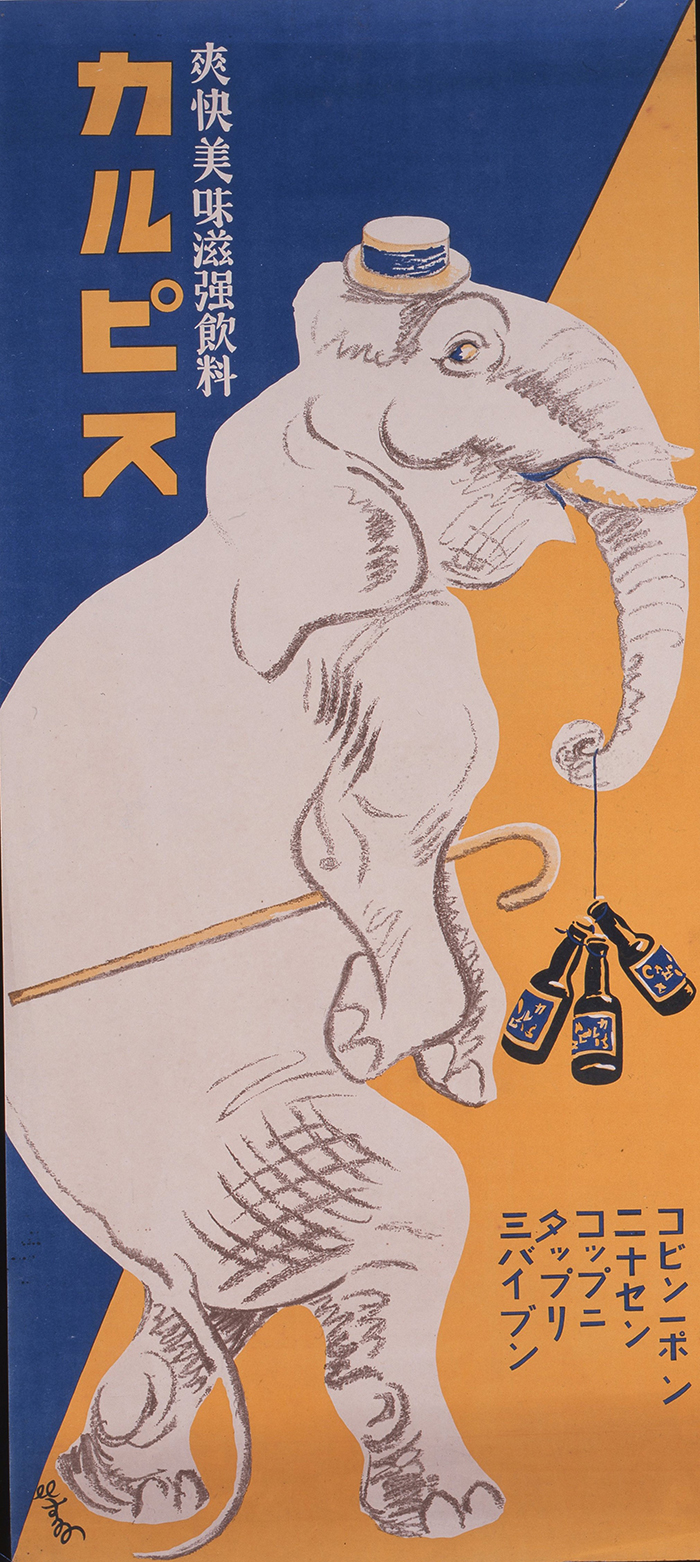
爽快美味滋强飲料 カルピス（1926年）
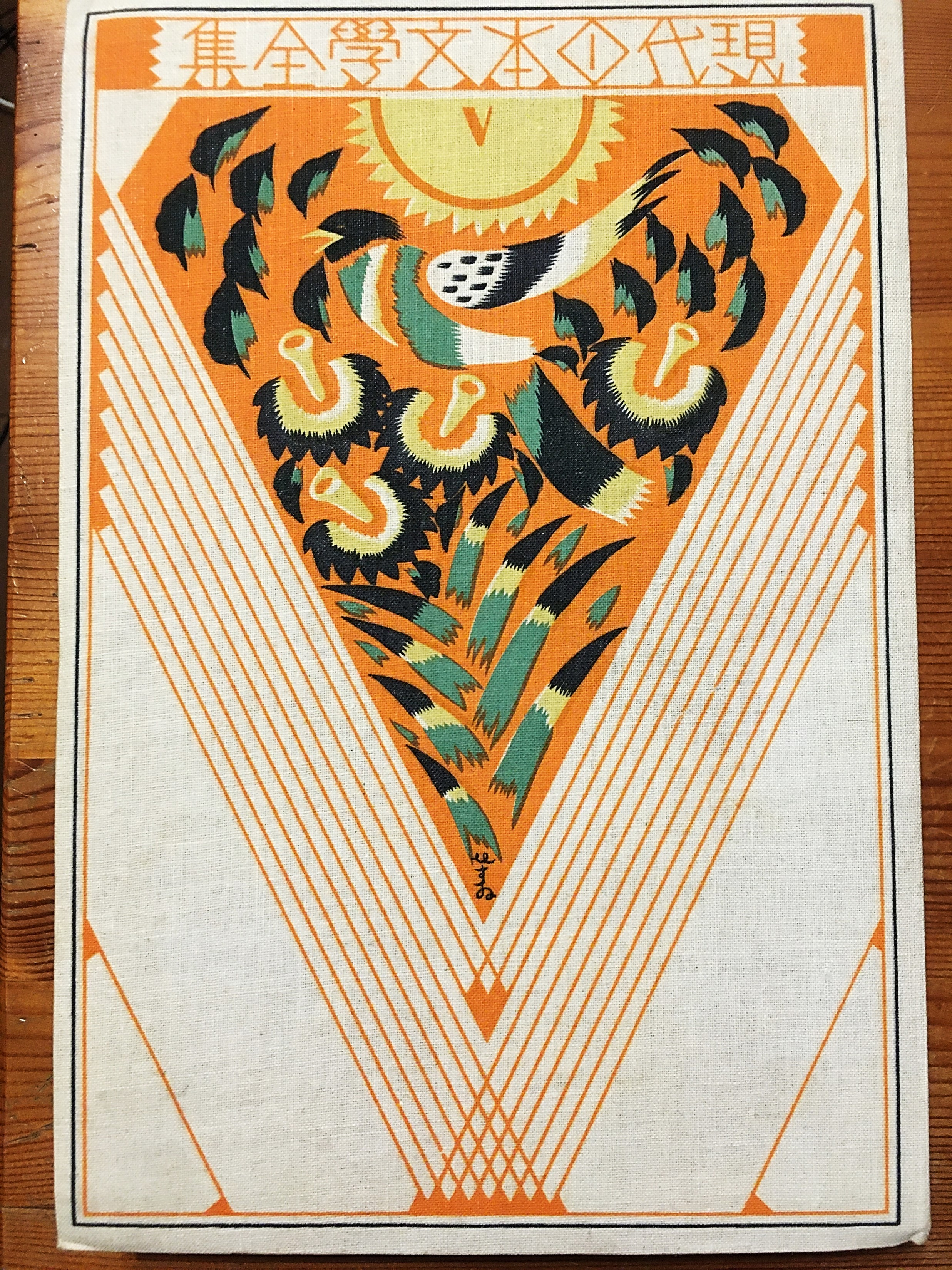
改造社『現代日本文學全集』（1926年）

## 著作
- 『非水図案集 第一輯』（1915年金尾文淵堂）
- 『非水の図案』（1916年星文館）
- 『非水花鳥図案集』[10]（1917年平安堂）
- 『しぼりの図案』（1918年平安堂）
- 『非水月刊図案 第一巻』（1918年金尾文淵堂、第二号まで）
- 『非水百花譜 第一輯』（1920年春陽堂、1922年第二十輯まで刊行）
- 『非水一般応用図案集』（1921年平安堂）
- 『非水創作図案集』（1926年文雅堂）
- 『実用図案資料大成』（共著：渡辺素舟・杉浦非水1933年アトリヱ社）

## 主な作品収蔵先
- 東京国立近代美術館
- 愛媛県美術館
- 弥生美術館

## 関連書籍
- 月刊ポスター研究雑誌『アフィッシュ』については国書刊行会による復刻版がある（ISBN 978-4-336-05042-7）。